# El Porvenir (Chiriquí)
El Porvenir es un corregimiento del distrito de Remedios en la provincia de Chiriquí, República de Panamá. La localidad tiene 1.325 habitantes (2010).